# Têtes de femmes, femmes de tête
Pour plus de détails, voir Fiche technique et Distribution.
Têtes de femmes, femmes de tête est un film muet français réalisé par Jacques Feyder, sorti en 1916.
C'est l'un des premiers cours métrages de Jacques Feyder. Contrairement aux usages cinématographiques de l'époque, l'histoire est filmée uniquement avec des plans rapprochés, les personnages ne sont jamais situés dans un plan large.

## Synopsis
Craignant que son mari ne la trompe, une épouse aux bords de la crise de nerfs fait appel à sa sœur. Cette dernière, femme de tête, échafaude un plan pour sauver le ménage de sa petite sœur.

## Fiche technique
- Titre : Têtes de femmes, femmes de tête
- Réalisation : Jacques Feyder
- Société de production : Société des Établissements L. Gaumont
- Société de distribution : Société des Établissements L. Gaumont
- Pays d'origine :  France
- Langue : film muet avec les intertitres  en français
- Format : Noir et blanc — 35 mm — 1,33:1 — Muet
- Métrage : 792 mètres
- Genre : Comédie dramatique
- Durée : 26 minutes et 25 secondes
- Dates de sortie :
  -  France : 16 juin 1916

## Distribution
- Suzanne Delvé
- Georgette Faraboni : La Princesse Orazzi
- Kitty Hott
- Françoise Rosay
- Gaston Michel : Le docteur
- André Roanne